# Dolenji Globodol
Dolenji Globodol je naselje v Občini Mirna Peč.